# Amos (guitarra)

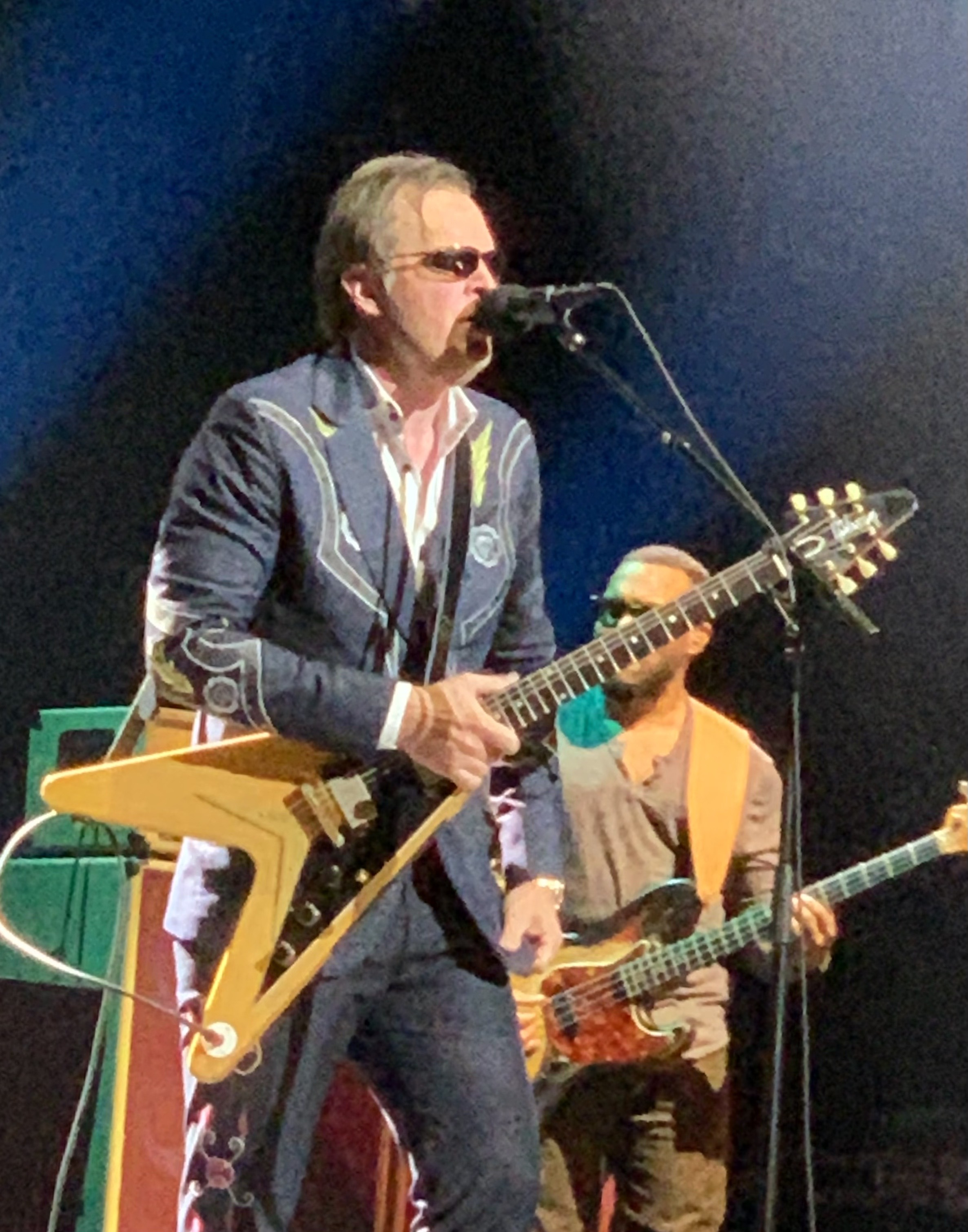
Joe Bonamassa con Amos en el Riverside Theatre (Milwaukee), 18 de febrero de 2023.

Amos es una guitarra Gibson Flying V de 1958. La guitarra fue una de las 98 Flying V fabricadas por Gibson Brands entre 1958 y 1959. En 1958 se envió a una tienda de música de Indiana. En 1975, la guitarra resurgió en la colección de un vendedor de guitarras de Tarzana, California, llamado Norman Harris. La guitarra apareció en la película de 1984 This Is Spinal Tap. Ahora está en la colección de guitarras del músico estadounidense Joe Bonamassa.

## Historia
La guitarra se fabricó en 1958 y era propiedad de Amos Arthur, quien fundó Arthur's Music Store en Indianápolis, Indiana. Aunque el Flying V estaba etiquetado como feo, Arthur ordenó uno. Pensó que la guitarra única sería un buen tema de conversación. El número de serie de la guitarra que se conoció como Amos es 8-2857.
En 1959, Arthur's Music Store vendió la guitarra y no se volvió a ver hasta 1975. La guitarra fue comprada c. 1975 por Norman Harris de Norman's Rare Guitars en Tarzana California. Harris dijo que un coleccionista trajo la guitarra a su tienda y la obtuvo a través de un intercambio. Harris almacenó la guitarra en su colección durante cuatro décadas y en 2014 vendió la guitarra al músico Joe Bonamassa.

## Descripción
En 1958, Amos fue una de las 98 guitarras Flying V documentadas que se enviaron a la fábrica Kalamazoo de Gibson. Amos es uno de los diez Flying V que se enviaron con una guarda de púa negra. La guitarra tiene un plástico que no coincide, con una guarda de púa negra y una ficha de póquer blanca alrededor del interruptor. Se cree que solo cinco Flying V salieron de fábrica con esa configuración.
El Flying V solo fue producido por Gibson durante dos años: en 1958 (81 enviados) y 1959 (17 enviados). La guitarra está hecha de madera de korina y tiene dos pastillas humbucker PAF.

## Legado
Amos apareció en la película de 1984 This Is Spinal Tap en la colección del guitarrista ficticio Nigel Tufnel. La guitarra también aparece en la página 196 del libro de Norman Harris Norman's Rare Guitars: 30 Years of Buying Selling & Collecting. En 2017, Epiphone diseñó una copia de edición limitada de Amos; el mismo año, Seymour Duncan lanzó un conjunto de pastillas de guitarra Amos de edición limitada.
Joe Bonamassa sigue tocando la guitarra en conciertos.
En 2023, The Official Vintage Guitar Price Guide incluía el valor de una Flying V de – entre US$335 000 y US$435 000.